# Friedrich Quack
Friedrich Rudolf Quack (* 22. September 1934 in Bad Wimpfen; † 2. Februar 2014 in Berlin-Hohenschönhausen) war ein deutscher Jurist und Hochschullehrer. Er war von 1982 bis 1999 Richter am Bundesgerichtshof.

## Leben
Nach Beendigung seiner juristischen Ausbildung trat Quack 1963 in den Justizdienst des Freistaats Bayern ein, wo er in verschiedenen Funktionen bei der Staatsanwaltschaft, dem Bayerischen Justizministerium und als Richter am Amtsgericht München tätig wurde. 
1973 übernahm er die Leitung der Bayerischen Rechtspflegerschule, 1977 erfolgte seine Ernennung zum Direktor der Bayerischen Beamtenfachhochschule, zu deren Präsidenten er 1978 ernannt wurde.
Zum Richter am Bundesgerichtshof wurde Quack 1982 gewählt. Während der gesamten Zeit seiner Zugehörigkeit zu diesem Gericht war er dem VII. Zivilsenat für Baurecht zugewiesen.
Von 1988 bis 1996 war er evangelischer Vorstand der Gesellschaft für Christlich-Jüdische Zusammenarbeit München.
Mit Erreichen der Altersgrenze trat Quack am 30. September 1999 in den Ruhestand und war seitdem als Rechtsanwalt in Berlin und Professor an der Ludwig-Maximilians-Universität in München tätig.